# Zöld (heraldika)
Névváltozatok: publikánszínű [=pelikánszínű 'papagájzöld, sárgászöld'] (1523. OklSz.; TESz III. 300), kék [1341/1347] (OklSz., TESz II. 426)

fr: sinople, en: vert, de: grün, r. de: Smaragd (Oswald 368.), la: viridis (Nagy Iván IX. 345.), prasinus, gramineus, chelidonius

Rövidítések

A zöld a színek közé tartozó heraldikai színezék. A heraldikában csak egyféle smaragdzöld vagy fűzöld szín használatos. Egyes világosabb vagy sötétebb árnyalatok nagyon ritka nemheraldikus színekké váltak, melyek közül néhány átmenetet képez a kék színbe.  
Ritka volt a középkori heraldikában, mivel nem ütött el eléggé a környező táj színétől. 

## A szó etimológiája
A Besztercei szójegyzékben (1395 k.) "virideus: zold" alakban fordul elő. A magyarországi latin víridis jelentése 'virágló, egészséges' volt. Ez az eredete az angol heraldika, és a régi francia heraldikában használt vert 'zöld' szónak is. A francia heraldikában később az elnevezése sinople lett. Ez a kisázsiai Sinop város nevéből származik, ahol az agyag cinóbervörös volt. A 14. század végétől, de legalább 1415-től, azaz Prinsault idejétől a sinople jelentése vörösről zöldre változott. Ennek oka nem ismert. A háttere talán az lehet, hogy megelőzzék a hasonló hangzású vert (zöld) és vair (evet) szavak összetévesztését. Eközben a francia köznyelvben a zöld értelme továbbra is vert.

## A zöld szimbolikája
A holt heraldika korában különféle jelentéstartalmakat igyekeztek a zöldhöz kapcsolni. A színek között kezdetben ritka volt. Prinsaultnál a  szeretet, becsület, udvariasság jelképe volt. A Spener által említett Heraldus Britannus nevű középkori herold a prasino elnevezést használta a zöldre. 

## A zöld előállítása
A zöldet a heraldika korai századaiban rézrozsdával, majd a 19. században schweinfurti zölddel (C.I. 77410) festették. Az árnyékolására poroszkéket, oroszzöldet, a világos helyek festésére krómsárgát használtak.
A zöldhöz használtak krómoxidot (angolul viridian, a latin viridis
'zöld' származéka), mely sötétzöld árnyalat és malachitot. Az első
zöld pigmentek a zöld okkerek és a malachit volt  (Cu2[(OH)2CO3]),
mely kémiailag nagyon hasonlít az azurithoz. Ezt megőrölték és zöld
színű festéket kaptak, ami nagyon érzékeny a savakra. Az ókortól kb.
1800-ig használták. Gyógyszerként is alkalmazták. A durvára őrölt
malachit sötétzöld, a finomra őrölt világoszöld árnyalatot adott. Az
ókori egyiptomban tojásfehérjével, akácgyantával és fügetejjel
keverdék és a vazsdnak nevezett gyógyszert kapták. Az ókortól
készítettek mesterséges zöld festékeket is. A réztáblákat szőlőlével,
vizelettel és ecettel locsolták. A rézkiválást lekaparták,
megszárították és golyóvá gyúrták.